# نیکون ای‌اف زوم-نیکور ۳۵–۷۰ میلی‌متر اف/۳٫۳–۴٫۵
نیکون ای‌اف زوم-نیکور ۳۵-۷۰ میلی‌متر اف/۳٫۳-۴٫۵ (به انگلیسی: Nikon AF Zoom-Nikkor 35-70 mm f/3.3-4.5) نام لنز دوربین عکاسی از نوع زوم است که توسط شرکت نیکون تولید می‌شود. فاصلهٔ کانونی این لنز ۳۵  تا  ۷۰ میلی‌متر، دیافراگم آن دارای ۶ تیغه و ضریب اف آن اف ۳٫۳ تا اف ۲۲ است. 